# Ghiacciaio Nuvola bianca
Il ghiacciaio Nuvola bianca (in inglese Whitecloud Glacier) è un ghiacciaio situato sulla costa orientale della penisola Trinity, nella parte settentrionale della Terra di Graham, in Antartide. Il ghiacciaio, il cui punto più alto si trova 1038 m s.l.m., fluisce in direzione nord, scorrendo tra la dorsale Klokotnitsa, a est, e lo sperone Tsarevets, a ovest, fino ad entrare nella baia di Charcot, poco a ovest di punta Almond.

## Storia
Il ghiacciaio Nuvola bianca fu esplorato e mappato dal British Antarctic Survey, che all'epoca si chiamava ancora Falkland Islands and Dependencies Survey (FIDS), nel 1948 e fu battezzato con tale nome descrittivo dal Comitato britannico per i toponimi antartici per ricordare le condizioni meteo prevalenti durante le operazioni del FIDS nell'area.